# Четвериков, Иван Пименович
Иван Пименович Четвериков (6 (19) января 1875, Лихвин, Калужская губерния — 2 октября 1969, Штутгарт) — русский религиозный философ, психолог, педагог, автор книг и статей по философии и вопросам церковной жизни.

## Биография
Родился 6 января 6 (19) января 1875 года в семье мещанина из города Лихвина Калужской губернии (ныне город Чекалин Тульской области). Свидетельство о рождении выдано Тульской Духовной Консисторией по метрической записи Троицкой церкви города Тулы.
Окончил Веневское духовное училище (1889), Тульскую духовную семинарию (1895) и Киевскую духовную академию (1899).
В 1905 году защитил магистерскую диссертацию «О Боге, как личном существе» и был назначен доцентом по кафедре психологии КДА. С 1906 по 1908 г. был на стажировке в Германии.
С 1909 года — экстраординарный профессор КДА (не утвержденный Св. Синодом), активный участник киевского религиозно-философского общества.
В 1915—1916 годах преподавал философию, психологию и эстетику в Юрьевском университете, с 1918 г. ординарный профессор Таврического университета.
В 1921 году с группой ученых со главе с В. И. Вернадским командирован в Москву. С 1922 по 1930 г. действительный член ГАХН.
В 1933 году был арестован и сослан в Актюбинск (1933—1937). С 1937 по 1941 вынужденно жил в Малоярославце.
С 1944 по 1969 год жил в Германии.
Умер 2 октября 1969 года в Штутгарте.
Был награждён российскими орденами Св. Анны ІІІ степени, Св. Станислава ІІ и ІІІ степеней.

## Труды
- О Боге, как личном существе, Киев, 1903, тип. Н. А. Гирич. 343 с.
- Критический индивидуализм в русской философии: историко-критический очерк // Труды Киевской духовной академии. 1905. № 9. С. 120—132.
- Метод философии Фриза и его новой школы. // Труды Киевской духовной академии. 1908. № 2-4.
- Религиозный модернизм на Западе и борьба с ним римской курии // Труды Киевской духовной академии. 1908. № 6. С. 320—354.
- Курс лекций по психологии. // Изд. Херсонского земства, 1914 г.
- Психология любви // Христианская мысль. 1916. № 4. С. 48-53.
- Педологический практикум в пединституте. // Труды Тверского пединститута. 1925 г.
- О смысле поста // Православный христианин, № 3/4 (20/21), 1944.
- Вечная память // Православный христианин, № 5 (22), Рига, 1944.
- Предисловие к книге В. Никифорова-Волгина «Земля именинница» // Православный христианин, № 5 (22), Рига, 1944.
- «Церковь» // Вестник РСХД, Мюнхен, 1949, № 1, № 2, с.8-16.
- Die Ostkirche. — Stuttgart, 1950. 339 p. (в соавторстве с митр. Серафимом (Ляде) и свящ. В. Ленгенфельдером) (Французский перевод — L’Eglise ortodoxe. — Paris: Payot, 1952).
- «Двадцать первая глава Евангелия Иоанна Богослова» // Вестник РСХД, Мюнхен, 1952, № 4, с.9 −14.
- Юродство, как подвиг и общий путь в Христианстве, Беркли, 1955, изд. Н.Веглайс, 19 с.